# Pedro Henríquez Ureña

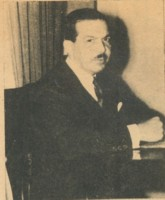
Pedro Henríquez Ureña (1946)

Pedro Henríquez Ureña (* 29. Juni 1884 in Santo Domingo; † 11. Mai 1946 in Buenos Aires) war ein bedeutender dominikanischer Schriftsteller, Philosoph, Philologe und Literaturkritiker.

## Leben
Pedro Henríquez Ureña wurde in eine Intellektuellenfamilie geboren. Seine Mutter war Salomé Ureña, eine bedeutsame dominikanische Dichterin und Feministin, und sein Großvater Nícolás Ureña de Mendoza war Politiker.
Nach Beendigung seiner Schulausbildung wanderte er 1906 nach Mexiko aus. Dort studierte er Philosophie und arbeitete später als Dozent für Philologie an der Universität. In den Jahren unmittelbar vor der mexikanischen Revolution gehörte er einem liberalen intellektuellen Zirkel an, zu dem auch Alfonso Reyes, Julio Torri, Antonio Caso und José Vasconcelos zählten. Unter anderem dank dieser Begegnungen begann er in Mexiko mit seinen Untersuchungen zur spanischen Sprache und hispano-amerikanischen Identität, mit denen er bis heute in Verbindung gebracht wird. Vieldiskutiert wurden insbesondere seine beiden Essays La Utopía de américa und Patria de la justicia.
Im Jahre 1915 wanderte er von Mexiko in die USA aus, wo er mit einigen Unterbrechungen durch längere Reisen ein Jahrzehnt verbrachte. Zunächst arbeitete er als Journalist, ab 1921 übernahm er eine Professur an der University of Minnesota. 1925 übersiedelte er nach Argentinien, um am Philologischen Institut der Universität von Buenos Aires zu forschen und zu unterrichten. Großen Einfluss übte er auf Jorge Luis Borges, dessen literarischen Rang er als erster erkannte, und auf Ernesto Sapato aus.
Pedro Henríquez Ureña starb am 11. Mai 1946 in Buenos Aires.

## Ehrungen
Der dominikanische Lyrikpreis Premio Nacional de Poesía Pedro Henríquez Ureña sowie die Universität Universidad Nacional Pedro Henríquez Ureña wurden zu seinen Ehren benannt.

## Schriften
Als Verfasser
- Ensayos críticos. E. Fernandez, Havanna 1905.
- Horas de estudio. P. Ollendorf, Paris 1910.
- Nacimiento de Dionisios. Las Novedades, New York 1916.
- En la orilla. Mi España. México Moderno, Mexiko-Stadt 1922.
- La utopía de América. Ediciones de la Estudiantina, La Plata 1925.
- Apuntaciones sobre la novela en América. Coni, Buenos Aires 1927.
- Seis ensayos en busca de nuestra expresión (PDF; 649 kB). Editorial Babel, Buenos Aires 1928.
- La cultura y las letras coloniales en Santo Domingo. Instituto de Filología, Universidad de Buenos Aires 1936.
- Sobre el problema del andalucismo dialectal de América. Instituto de Filología, Universidad de Buenos Aires 1937.
- El español en Santo Domingo (= Biblioteca de Dialectologia Hispanoamericana. Band 6). Coni, Buenos Aires 1940.
- Plenitud de España. Estudios de historia de cultura. Losada, Buenos Aires 1940.
- Historia de la cultura en la América Hispana. Fondo de Cultura Económica, Mexiko-Stadt 1947.
- Las Corrientes Literarias en la América hispánica. Fondo de Cultura Económica, Mexiko-Stadt 1949.
- Ensayos. Kritische Edition. Herausgegeben von José Luis Abellán und Ana María Barrenechea. Fondo de Cultura Económica, Mexiko-Stadt 1998, ISBN 84-89666-34-2.

Als Herausgeber
- Cien de las mejores poesías castellanas. Selección. Kapelusz, Buenos Aires 1929.